# 派勒特站 (阿拉斯加州)
派勒特站（英語：Pilot Station），是美国阿拉斯加州的一座城市。该市的人口在2000年为550人，2010年有568人。人口在阿拉斯加州排行第49。